# Amerikaanse linde
De Amerikaanse linde (Tilia americana var. americana) is een variëteit waarvan in Nederland de vegetatief vermeerderde cultivars 'Nova' en 'Redmond' langs straten, lanen en in parken en plantsoenen aangeplant worden. De boom komt van nature voor in het oostelijke deel van Noord-Amerika en is vandaaruit via Engeland in cultuur gebracht.
De tamelijk snel groeiende boom kan tot 20 m hoog worden en heeft een brede, halfopen kroon. De jonge twijgen zijn appelgroen en kaal. De eivormige knoppen zijn groen.
De 8-20 cm grote bladeren zijn breed eirond en hebben een zeer scheve bladvoet. De geelachtiggroene, kale bladeren hebben zowel aan de boven- als onderzijde dezelfde kleur. De bladsteel is 3-5 cm lang.
De boom bloeit in juli met heldergele bloemen. Ze vormen hangende tuilen van zes tot vijftien bloemen. Het schutblad is langer dan de bloeiwijze.
De ronde vruchten hebben geen ribben.
De Amerikaanse linde wordt aangetast door de lindebladluis, waardoor overlast door honingdauw wordt veroorzaakt.

## Cultivars
- 'Nova' is een oude, Nederlandse cultivar, die veel last heeft van de lindebladluis.
- 'Redmond' is in 1926 door de Amerikaanse Plumfield Nurseries in Fremont geselecteerd en wordt bijna niet aangetast door de lindebladluis.

... · 
T. americana var. americana (Amerikaanse linde) · 
T. amurensis (amoerlinde) · 
T. cordata (winterlinde) · 
T. dasystyla (Kaukasische linde) · 
T. ×europea (krimlinde) · 
T. platyphyllos (zomerlinde) · 
T. tomentosa (zilverlinde) · 
T. ×vulgaris (Hollandse linde) · 
...